# Helicigona
Helicigona är ett släkte av snäckor som beskrevs av A. Férussac 1821. Helicigona ingår i familjen storsnäckor.
Släktet innehåller bara arten Helicigona lapicida.

## Bildgalleri

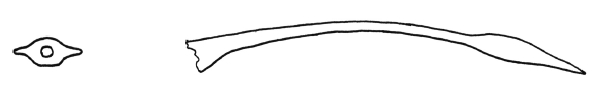